# Macropharyngodon meleagris
Macropharyngodon meleagris là một loài cá biển thuộc chi Macropharyngodon trong họ Cá bàng chài. Loài này được mô tả lần đầu tiên vào năm 1839.

## Từ nguyên
Từ định danh meleagris trong tiếng Latinh là từ gọi các loài thuộc họ Gà Phi, hàm ý đề cập đến các chấm màu xanh lục lam trên cơ thể của cá đực loài này có thể nói là giống với kiểu màu của những loài gà Phi.

## Phạm vi phân bố và môi trường sống
M. meleagris có phạm vi phân bố tập trung ở Tây và Trung Thái Bình Dương, nhưng thưa thớt ở Đông Nam Ấn Độ Dương (chỉ được ghi nhận tại quần đảo Cocos (Keeling) và một số rạn san hô vòng ngoài khơi Tây Úc). Từ quần đảo Mergui trên biển Andaman, loài này được biết đến ở hầu hết vùng biển các nước Đông Nam Á, trải dài đến các quần đảo, đảo quốc thuộc châu Đại Dương (ngoại trừ quần đảo Hawaii), xa nhất là đến quần đảo Pitcairn ở phía đông; ngược lên phía bắc đến vùng biển phía nam Nhật Bản (bao gồm quần đảo Ogasawara và quần đảo Ryukyu); về phía nam giới hạn đến bờ đông của Úc (bao gồm cả ngoài khơi đảo Lord Howe).
M. meleagris sống gần các rạn san hô trên nền đáy cát và đá vụn trong các đầm phá, vịnh và vùng biển ngoài khơi ở độ sâu đến 30 m.

## Mô tả

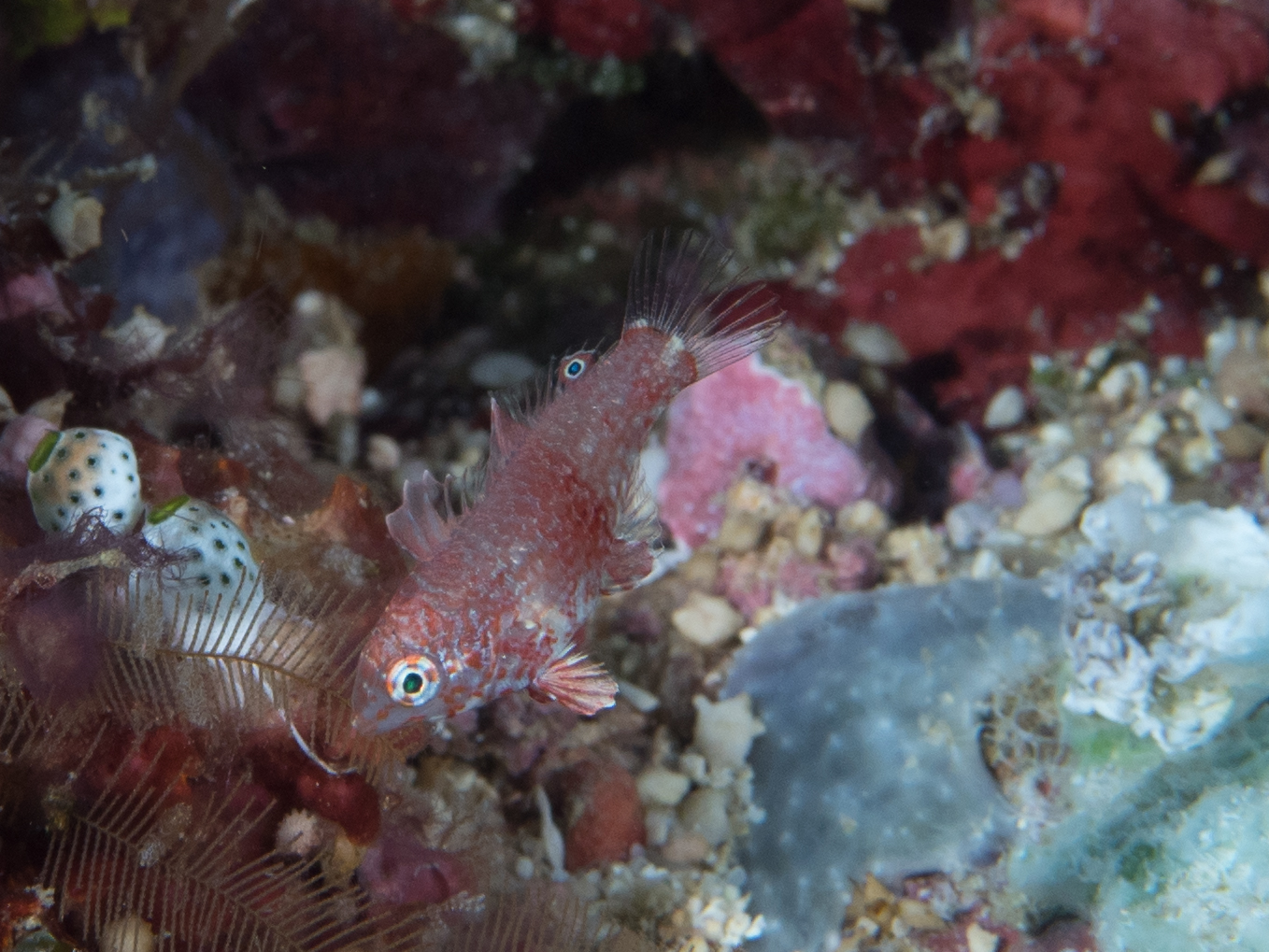
Cá bột

M. meleagris có chiều dài cơ thể tối đa được ghi nhận là 15 cm. Cá cái màu xanh lục nhạt (gần như trắng) với nhiều đốm đen phủ khắp đầu và thân; phía trước đầu còn có các dải màu đỏ. Cá con có đốm tròn lớn ở phía sau vây lưng và vây hậu môn. Cá đực có màu đỏ da cam sẫm với các đốm xanh lục trên mỗi vảy, tạo thành các hàng đốm. Trên mang có một vệt đen rõ rệt với một vài đốm nhỏ màu vàng nằm trong.
Số gai ở vây lưng: 9; Số tia vây ở vây lưng: 11; Số gai ở vây hậu môn: 3; Số tia vây ở vây hậu môn: 11; Số tia vây ở vây ngực: 13.

## Sinh thái
Thức ăn của M. meleagris chủ yếu là các loài nhuyễn thể thuộc lớp Chân bụng cùng nhiều động vật có vỏ cứng khác, và cả trùng lỗ. Cá con có kiểu bơi khá độc đáo: trôi dạt theo sóng biển như những mảnh tảo.
Ở đảo Negros (Philippines), nhờ vào màu sắc cơ thể, cá bột của M. meleagris có thể ngụy trang trong các rạn san hô mềm họ Xeniidae để tránh bị săn mồi.